# Norra Orrskärstjärnen
Norra Orrskärstjärnen är en sjö i Bräcke kommun i Jämtland och ingår i Ljungans huvudavrinningsområde.